# В Ніку (фільм, 1960)
«В Ніку» (англ. In the Nick) — британська комедія 1960 року режисера Кена Г'юза. У головних ролях: Ентоні Ньюлі, Енн Обрі, Берні Вінтерс, Джеймс Бут та Гаррі Ендрюс. За сюжетом, банда злочинців-невдах потрапляють в спеціальну експериментальну в'язницю.  Пісню Must Be для фільму написав Лайонел Барт . 

## Сюжет
Прогресивною експериментальною в'язницею без решіток керують молодий психіатр доктор Ньюкомб (Ентоні Ньюлі) та суворий, але справедливий, офіцер Вільямс (Гаррі Ендрюс). Четверо злочинців із банди Спайдера Келлі (Джеймс Бут), прибувають до цієї в'язниці, яка має мінімальний рівень безпеки. Доктор Ньюкомб ставить собі задачу з перевиховання хлопців, та залучає до цього процесу подругу Спайдера на призвісько "Лялечка" (Енн Обрі), яка, щоб позлити Спайдера, працює стриптизеркою в Сохо. Ньюкомбу, здається, вдається перевиховати Спайдера, який в цей час вступає у протистояння з конкуруючою бандою ув'язнених на чолі з Тедом Россом (Ян Хендрі), які утримують монополію на контрабанду сигарет.

## У ролях
- Ентоні Ньюлі - доктор Ньюкомб
- Енн Обрі - Лялечка
- Берні Вінтерс - Джинкс Шортботтом
- Джеймс Бут - Спайдер Келлі
- Гаррі Ендрюс - офіцер Вільямс
- Аль Малок - Танцюрист
- Деррен Несбітт - Мік
- Найл Макгінніс - начальник в'язниці
- Віктор Брукс - Гвинт Сміт
- Ян Гендрі - Тед Росс
- Кінастон Рівз - суддя
- Баррі Кіган - Дженкінс
- Діана Чесні - бармен
- Андрія Лоуренс (в титрах не вказано) [4]
- Сем Кідд - ув'язнений

## Прийом
У The Monthly Film Bulletin писали: "Продовження  "Джазового човна" з тими самими головними персонажами та продюсерською командою, дуже схоже із першим фільмом - легка суміш фарсу та фантазії, винахідливий сценарій, чудова командна гра." 
У "TV Guide" писали: "Хоча у фільмі є кілька справді смішних моментів, Ньюлі не схожий співчутливий психолога. Перша половина фільму є доволі простою для сприйняття, але далі сюжет стає заплутаним, а мотивація персонажів перекручується." 

## Зовнішні посилання
- В Ніку на сайті IMDb (англ.)